# Аріан пурпуровочеревий
Аріа́н пурпуровочеревий (Polyerata rosenbergi) — вид серпокрильцеподібних птахів родини колібрієвих (Trochilidae). Мешкає в Колумбії і Еквадорі.

## Опис
Довжина птаха становить 8—8,9 см. Виду притаманний статевий диморфізм. У самців верхня частина тіла зелена, горло зелене, блискуче, на грудях пурпурово-синя пляма. Решта нижньої частини тіла сірувато-коричнева, боки зелені, нижня частина живота і стегна білі. Хвіст бронзовий з чорнуватим відтінком. Дзьоб довжиною 18 мм, прямий, чорний, знизу біля основи рожевий. У самиць верхня частина тіла має подібне забарвлення, нижня частина тіла блідо-сірувата, на горлі і грудях зелені плями. Нижня частина живота і стегна білі. Хвіст бронзово-чорний, крайні стернові пера поцятковані білими плямками.

## Поширення і екологія
Пурпуровочереві аріани мешкають на заході Колумбії та на північному заході Еквадору. Вони живуть у вологих тропічних лісах, переважно на висоті до 200 м над рівнем моря, місцями на висоті до 900 м над рівнем моря. Живляться нектаром квітів, які шукають у нижньому і середньому ярусах, а також комахами. Зависають у повітрі над квітками.